# Поццо-д’Адда
Поццо-д’Адда (итал. Pozzo d'Adda) — коммуна в Италии, в провинции Милан области Ломбардия.
Население составляет 5000 человек (2008 г.), плотность населения составляет 1188 чел./км². Занимает площадь 4 км². Почтовый индекс — 20060. Телефонный код — 02.
Покровителем коммуны почитается святой Антоний Великий, празднование 17 января.

## Демография
Динамика населения:

## Администрация коммуны
- Официальный сайт: http://www.comune.pozzodadda.mi.it/